# Eisenwerk Franz Weeren

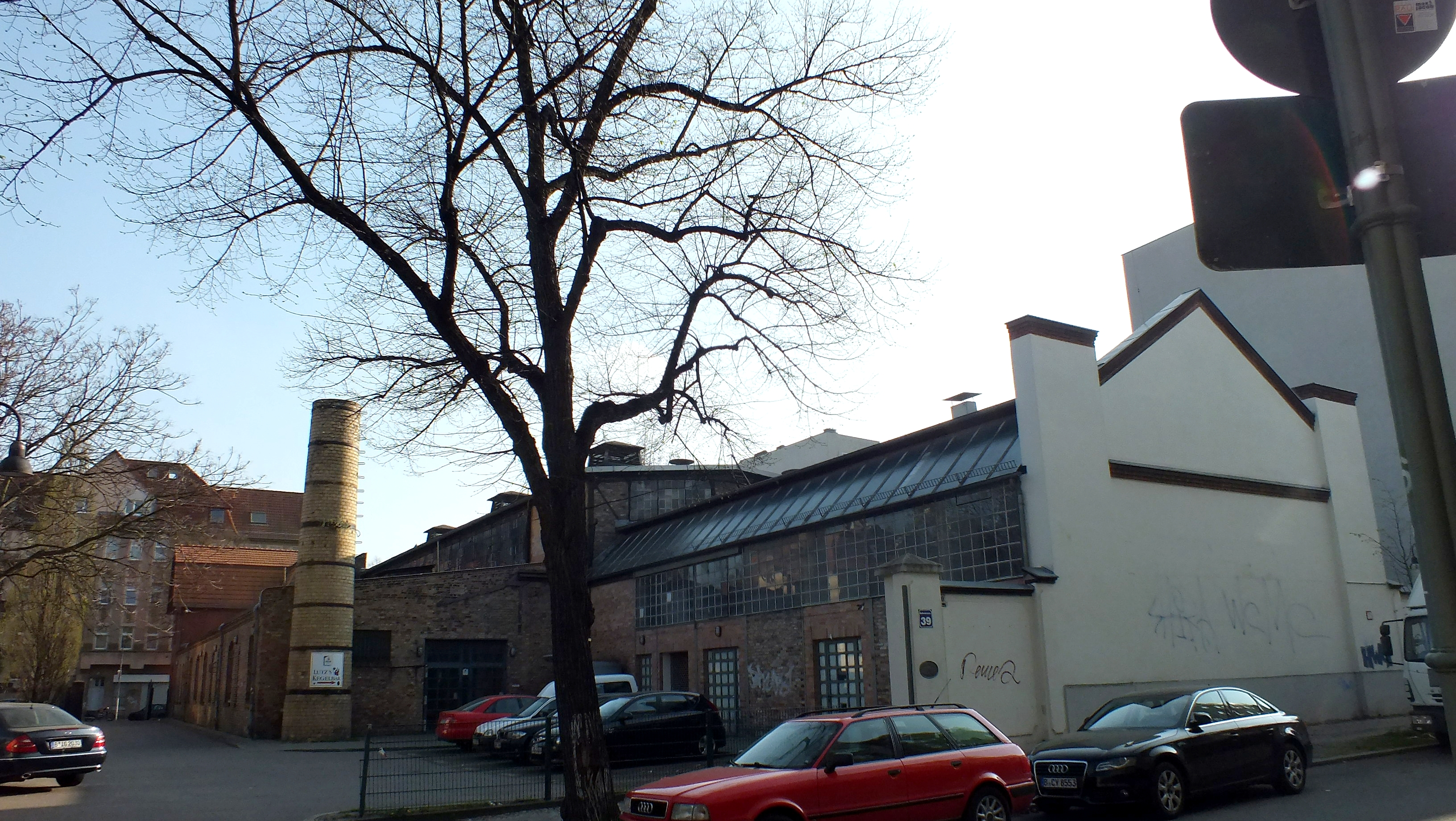
Das ehemalige Fabrikationsgelände im Jahr 2014

Das Eisenwerk Franz Weeren war ein Familienbetrieb in Berlin-Neukölln. Das Unternehmen hatte von seiner Gründung am 1. Oktober 1887 bis 1912 unterschiedliche Namensbezeichnungen. Es hat sich mit der Entwicklung und Herstellung von Eisengusswaren, in den 1950er Jahren insbesondere mit der Herstellung von Kirchenglocken aus Gusseisen, einen Namen gemacht. Nach der Stilllegung im November 1983 wurde die dazugehörige Fabrikantenvilla in einem Zeitraum von vier Jahren zu einer Gastwirtschaft umgebaut. Die ehemalige Fabrik wurde zeitweise als Kegelbahn genutzt. Das gesamte Werksareal steht seit 1987 unter Denkmalschutz.

## Ausbau einer Gießerei zwischen 1887 und 1920

### Märkische Stahl- und Eisengießerei F. Weeren
Am 1. Oktober 1887 übernahm der Ingenieur Franz Weeren (* 14. April 1858 in Witten an der Ruhr; † 1934), bis dahin Inhaber eines Konstruktionsbüros für die metallurgische und chemische Industrie, eine kleine Gießerei im Keller eines Berliner Miethauses in der Büschingstraße 7, die für sein Konstruktionsbüro tätig gewesen war. Zum ersten Guss unter Weerens Leitung kam es am 12. November 1887. Von Jugend an war Weeren mit dem Eisenguss vertraut. Sein Vater Julius Weeren hatte vor seiner Berufung als Professor für Hüttenkunde an die neu gegründete Technische Hochschule Charlottenburg eine Gießerei in Witten betrieben. Nachdem beide Firmen zusammengeführt worden waren, florierte die Gießerei, und die Konstruktionstätigkeiten gerieten immer mehr in den Hintergrund. Im Jahr 1889 erwarb die Firma im damaligen Rixdorf zwischen der Delbrückstraße und der Glasowstraße das erste Grundstück (Parzelle 37), und der Umzug konnte geplant werden. Mit der Einweihung einer neuen Werkshalle nahm die erste Eisengießerei in Rixdorf am 12. November 1889 ihren Betrieb auf. Einige Jahre später erfolgte die Umbenennung in Märkische Stahl- und Eisengießerei F. Weeren. Zu den bekanntesten Produkten gehörten Stähle für Roste. Durch Zukauf benachbarter Grundstücke (Delbrückstraße 42, 43) erfolgte die erste Erweiterung. Noch im gleichen Jahr begann die Errichtung der Fabrikations- und Verwaltungsgebäude. Seitens der Gemeindeverwaltung erfolgte kurze Zeit später eine Umnummerierung der Parzellen, sodass aus den Grundstücken 37 und 38 die Delbrückstraße 39 entstand, das Eckgrundstück Delbrückstraße 39–41 wurde zur Glasowstraße 27 (spätere Schreibweisenberichtigung zu Glasower Straße). Die Gießerei stellte im Jahr 1896 ihre Metallprodukte auf der Berliner Gewerbeausstellung erfolgreich aus.

### Fertigung von Berliner Bauplatten
Mit den neuen Fabrikationsanlagen wurde ab 1898 ein zusätzlicher Produktionszweig eingerichtet, die Fertigung von „Berliner Bauplatten“. Dabei handelte es sich um gusseiserne Fundamentplatten für den Industriebau. Die Techniker der Firma entwickelten eine Sondermaschine zur Massenfertigung dieser Erzeugnisse: eine runde Werkbank, auf der kontinuierlich geformt, gegossen, gekühlt und der Formsand neu aufbereitet werden konnte. Diese Maschine erhielt die Bezeichnung Karussell und wurde bis 1924 eingesetzt. Bis zum Ersten Weltkrieg konnten damit jährlich 4.000 Tonnen Gusseisen produziert werden. Dafür standen zwei große Fertigungshallen zur Verfügung, wobei Guss und Eisenguss in jeweils einer eigenen Halle erfolgten.
Das Werksareal wuchs bis 1915 mit der Erweiterung der Fabrikationshalle durch eine Stahlfachwerkkonstruktion mit Glassatteldach von 1.755 m² auf 3.219 m² an. Auf selbst gegossenen Schienen und eigenproduzierten Loren erfolgte der Transport der einzuschmelzenden Gusswerkstoffe und des Kokses vom Hof zum Schmelzofen. Im Halleninneren kamen zusätzlich Handkarren und hölzerne Kräne zum Einsatz. 1905 wurde auf dem Gelände nach Weerens Entwürfen eine Villa im Jugendstil errichtet, umgeben von einem Garten und mit einem Seerosenteich versehen. Zuvor hatte Franz Weeren in der Rixdorfer Bergstraße 76/77 gewohnt.
Ab 1912 wurden erstmals zum bisherigen Koks alternative Brennstoffe (Torf und Braunkohle) verwendet, wobei sich in den 1920er Jahren die Braunkohle durchsetzte. Im Zusammenhang mit der Umbenennung des Berliner Bezirks in Neukölln gab sich die Firmenleitung nunmehr den Namen Eisenwerk Franz Weeren OHG, und sie wurde der Glasowerstraße zugeordnet.

## Produktionsumstellung ab 1920 bis 1945

### Herstellung von Bremsklötzen
Im Herbst 1920 trat nach dem Abschluss seines Studiums Fritz Weeren, der Sohn des Firmengründers, als Teilhaber in die Firma ein. Gleichzeitig wurde als drittes Standbein ein Laboratorium zu Forschungszwecken eingerichtet. Schwerpunkt der Forschungen war die metallurgische Weiterentwicklung von Sondergusseisen für die Fertigung von Bremsklotz-Produkten für die Reichsbahn. Darüber hinaus diente das Labor zur Entwicklung von Qualitätsstandards für die Fertigung. Nachdem die Größenordnung der Graphitausscheidungen gesteuert werden konnte, wurde 1924 die Produktion der „Berliner Bauplatten“ eingestellt und die Fertigungsmaschine durch Laufbänder ersetzt. Mit der Herstellung von feuerbeständigen Legierungen, verschleißfestem Gusseisen und der Weiterentwicklung von Perlitguss in den 1930er Jahren, blieb das Unternehmen wettbewerbsfähig und auch während des Zweiten Weltkriegs kam es nur kurzfristig zu einem Produktionsstillstand. Der Firmenname blieb unverändert.

## Nach dem Ende des Weltkriegs bis 1983

### Wiederaufbau und Produktionserweiterung
1945 stieg der Sohn Franz Weeren (* 15. Mai 1922 in Berlin), also der Enkel des Firmengründers, als Teilhaber in die Firma ein. Mit den durch den Krieg verursachten enormen Schrottmengen in den Trümmern von Berlin lief die Produktion wieder in voller Höhe. Erreicht wurde dies durch eine neue Legierungsform, die Fritz Weeren entwickelt hatte. Anfang der 1950er Jahre bestand das Sortiment aus:
Material von hochfeuerbeständiger Sondergüte wie Roststäbe, Hohlträger mit Luftkühlung, Koksofentüren, Schmelzkessel für Druckguss, Schmelzkessel für Metallhüttenwerke, Material aus verschleißfestem Guss wie Schwalbungen für Brikettpressen, Bremsklötze und Bremsklotzsohlen für die Eisenbahn sowie Materialien aus Schalenhartguss und Hartguss für Walzen für Vakuumwalzwerke und Walzen für Walzenbrecher. Darüber hinaus wurden von 1950 bis 1956 Kirchenglocken gegossen.

### Die Glocken von Berlin (West)
Bis Mitte des 19. Jahrhunderts waren deutsche Kirchengebäude hauptsächlich mit Bronzeglocken ausgestattet.
1855 führte der Bochumer Verein auf der Pariser Weltausstellung die ersten Stahlgussglocken vor. Bedingt durch die mindere Klangqualität hatten Stahlgussglocken nur nach den beiden Weltkriegen eine Hochkonjunktur. Nach einer zwölfjährigen ehrenamtlichen Inventarisierung konnten 1987 im Westteil Berlins in 335 Gebäuden 857 Glocken, 8 Glockenspiele mit insgesamt 105 Glocken und ein aus 68 Glocken bestehendes Carillon erfasst werden. Etwa 5 Prozent der Glocken stammten von vor 1850, die älteste war seit 1250 in der Buckower Dorfkirche in Betrieb. Ein großer Teil der Glocken aus Bronze ist überwiegend (durch eine im Reduktionsverfahren betriebene Rückgewinnung von Kupfer und Zinn) der Rohstoffgewinnung für die Waffenproduktion in der ersten Hälfte des 20. Jahrhunderts und Kriegsschäden zum Opfer gefallen. Von 1950 bis 1956 wurden deshalb ca. 110 neue Glocken von den Kirchengemeinden angeschafft. 46 Glocken davon stammen von der Firma Weeren.

### Parabolglocken

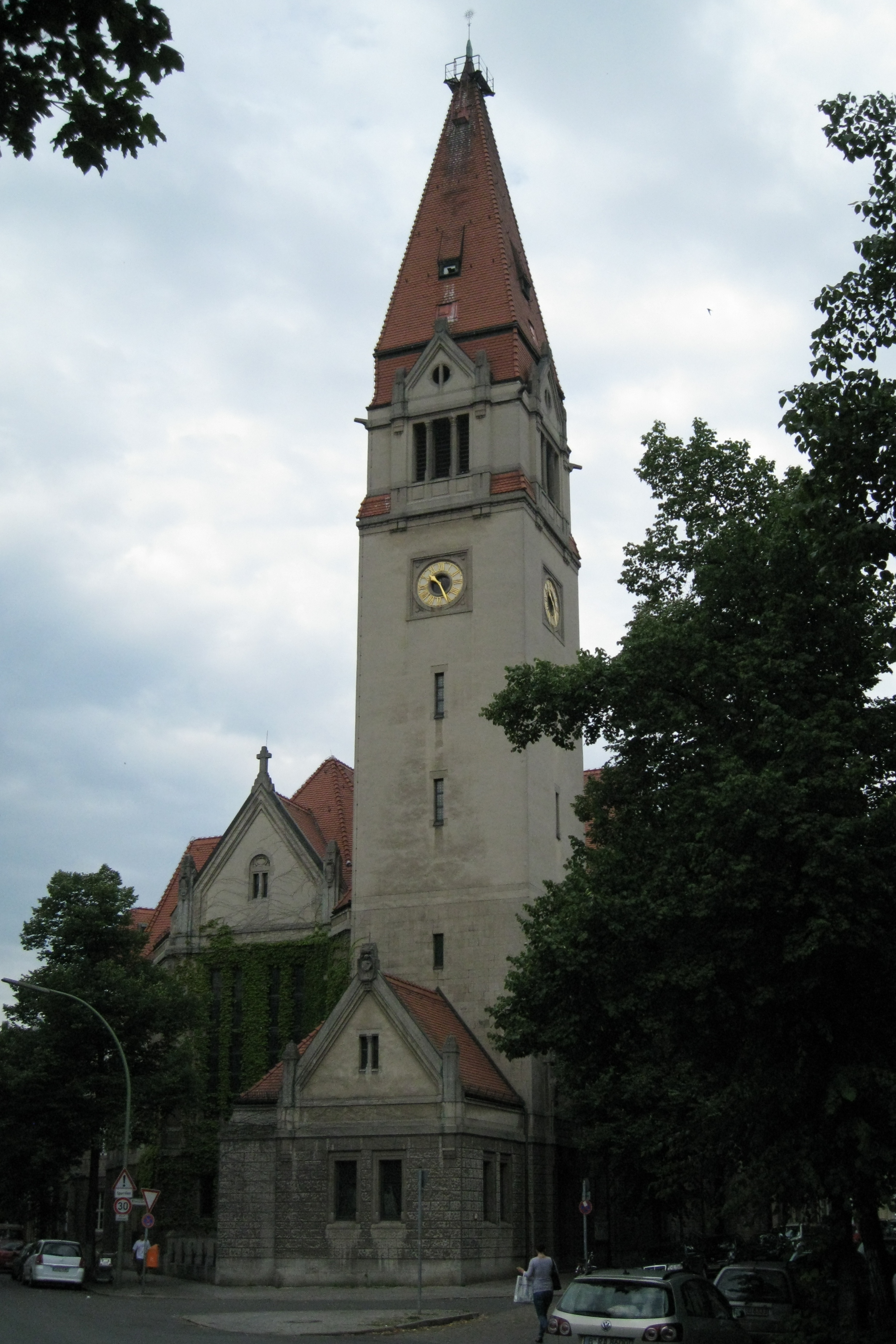
Die Philipp-Melanchthon-Kirche

Als die ersten Nachfragen nach neuen Kirchenglocken von der nah gelegenen Philipp-Melanchthon-Kirche kamen, wo die Familie Weeren Gemeindemitglieder waren, wurden 1947 die ersten Versuche zur Herstellung von gusseisernen Glocken unternommen. Da die Formgebung dem verwendeten Material angepasst und auch eine eigens dafür verwendete Legierung entwickelt werden musste, um die Struktur des Gusseisens an die der Glockenbronze anzugleichen, benötigte die Entwicklung über zwei Jahre. Anfangs war es nicht möglich, die Glocken in der klassischen gotischen Form zu gießen. Stattdessen wurden zuerst Appunsche Schalenglocken (benannt nach deren Erfindern, den Akustikern Appun) getestet. Bis 1950 wurden deshalb vierzehn Mal die ersten Prototypen auf dem 68 Meter hohen Glockenturm ausgetauscht, bis Fritz Weeren mit dem Ergebnis zufrieden war. Die ersten drei Glocken bekam die Gemeinde gestiftet. Sie hatten ein Gesamtgewicht von 2.000 kg und waren damit 1.200 kg leichter als vergleichbare Bronzeglocken. Gleichzeitig wurden Läutemaschinen und Läuteanlagen in das Angebotssortiment aufgenommen. Da die ersten Glocken im senkrechten Schnitt einer Parabel glichen, wurden sie unter dem Namen Parabolglocken vermarktet und bei Werksbesichtigungen vorgeführt.

„Die Herren Dr. Ing. Weeren und sein Sohn Dipl. Ing. Weeren, die beide auch einen recht guten Eindruck machen, sind durchaus ernstzunehmende Wissenschaftler, die ausgehend von im Familienbesitz befindlichen Rippenberechnungen, auf neue Wege bezüglich der Glockenform, der Klöppelgestaltung und der Legierung geführt worden sind. Das von ihnen zuerst gegossene Geläut der Philipp-Melanchthon-Kirche befriedigt zwar nicht ganz. Es klingt ein wenig klappernd, was wohl damit zusammenhängt, daß die Schwingungen der einzelnen Glocke nicht genügend lange anhalten bis zum nächsten Klöppelanschlag. […] Meines Erachtens bestehen für die kirchliche Aufsichtsbehörde keine Bedenken. Beschlüsse von Kirchengemeinden wegen Anschaffung der Weerenschen Parabolglocken sind zu genehmigen, ja ich halte es für gerechtfertigt, daß die Firma ausdrücklich empfohlen wird.“

### Herstellung
Ursprünglich wollte die Firma in einer großen Auflage auch Signalglocken für Eisenbahnen herstellen und hatte die ersten Anzeigen dafür geschaltet. Später stellte sich heraus, dass die Gießform für eine Massenfertigung nicht geeignet war. Die Parabolglocke ist eine reine Oktavglocke aus graphitfreiem Gusseisen. Statt einer gemauerten Form wurde mithilfe eines besonders gestampften Sandes und einer Schablone ein geformter Kern benutzt, der dem in gleicher Weise zuvor gefertigten Mantel entspricht. Nachdem beide getrocknet waren, wurden sie mit einer unerlässlichen dünnen Graphitschicht versehen und mit einem etwa 1.500 Grad Celsius heißen Gussmaterial in einer Dämmgrube gegossen; ein Verfahren, das für eine qualitativ hochwertige Massenproduktion nicht geeignet ist. Laut eigenen Firmenangaben „wurde durch eine Schallabstrahlung über die gesamte Oberfläche eine Gewichtseinsparung erreicht. Ohne leichte Rippen wog ein Exemplar 1750 kg, wo vergleichsweise eine Bronzeglocke 2750 kg und eine Stahlglocke 3615 kg wiegen würde.“
Im Oktober 1950 präsentierte die Gießerei auf der erstmals wieder durchgeführten Deutschen Industrie-Ausstellung einer breiten Öffentlichkeit die Glockenkünste der Firma, darunter auch zwei mit einem Querstab verbundene Appunsche Schalenglocken, die später in einem Signalturm in Havanna eingebaut wurden.
Für den Katholikentag 1952 entstanden vier Glocken mit einem Gesamtgewicht von 30 Zentnern auf einem extra dafür errichteten Glockenträger im Olympiastadion Berlin, die in der Tonfolge h–d–e–fis geläutet wurden.

### Eine kleine Glocke für Okinawa
Am 7. Dezember 1952 berichtete die Berliner Morgenpost über den Besuch von Dr. Rolf von Scorebrand in Berlin, einem 1933 nach Amerika ausgewanderten Arzt, der in Okinawa drei Leprakolonien für 1.600 Patienten gegründet hatte. Scorebrand hatte wenige Tage zuvor in Westdeutschland Anschauungsmaterial für die Schulen und Prothesen für die Kranken besorgt und gehofft, dass er nach der Spende der Berliner Freiheitsglocke vom amerikanischen Volk an Berlin von dort eine kleine Glocke für eine neue Kirche mitnehmen könnte. Zwei Tage darauf bekam er in seinem Hotel einen Anruf von Fritz Weeren, dass er sich eine der Glocken auf dem Werkshof aussuchen und diese dann als Geschenk mitnehmen könnte. Am 18. Februar 1953 wurde die 1434 kg schwere Glocke auf dem Platz der Luftbrücke von Bischof Otto Dibelius und Bischof Wilhelm Weskamm auf den Namen „Zuversicht – Berlin 1953“ in der Öffentlichkeit geweiht und von Ernst Reuter feierlich an den Chefarzt übergeben. Danach wurde sie mit dem Flugzeug nach Hamburg und von dort per Schiff am 14. März 1953 nach Amerika transportiert und von Dr. Scorebrand während einer Vortragsreise in 40 Städten präsentiert.
Seit dem 22. Oktober 1999 ist die Weeren-Glocke fester Bestandteil des Scorebrand Parks, einem von der Stadt Nago City in Airakuen angelegten Ehrenhain.

### Schließung des Unternehmens
Von 1953 bis 1955 kamen mehrere Mitbewerber mit ihren Glocken-Produkten nach Berlin. Der größte Mitbewerber war dabei der Bochumer Verein. 1956 war der Bedarf nach neuen Glocken weitestgehend gedeckt, woraufhin die Firma Weeren das Glockengießen aus ihrem Programm nahm. Weil 1960 zwei Glocken von der Firma Weeren aus der Kaiser-Wilhelm-Gedächtniskirche abgebaut und an die Philipp–Melanchthon–Kirche gespendet worden waren, wurde, um einen harmonischen Klang zu erzeugen, im Jahr darauf eine weitere neue Glocke zur Verfügung gestellt.
Im Jahr 1963 schied Fritz Weeren aus dem Unternehmen aus. Durch Strukturveränderungen in den 1970er Jahren und ohne einen Nachfolger schloss Franz Weeren im November 1983 den Betrieb. Bis dahin waren 20 Mitarbeiter dort beschäftigt. Das Firmengelände und die Villa verkaufte er an eine Supermarktkette. Sämtliches bewegliches Inventar samt Geschäftsunterlagen hatte er zuvor dem Museum für Verkehr und Technik als Spende übereignet.

## Denkmalwert und Nutzungsinteressen

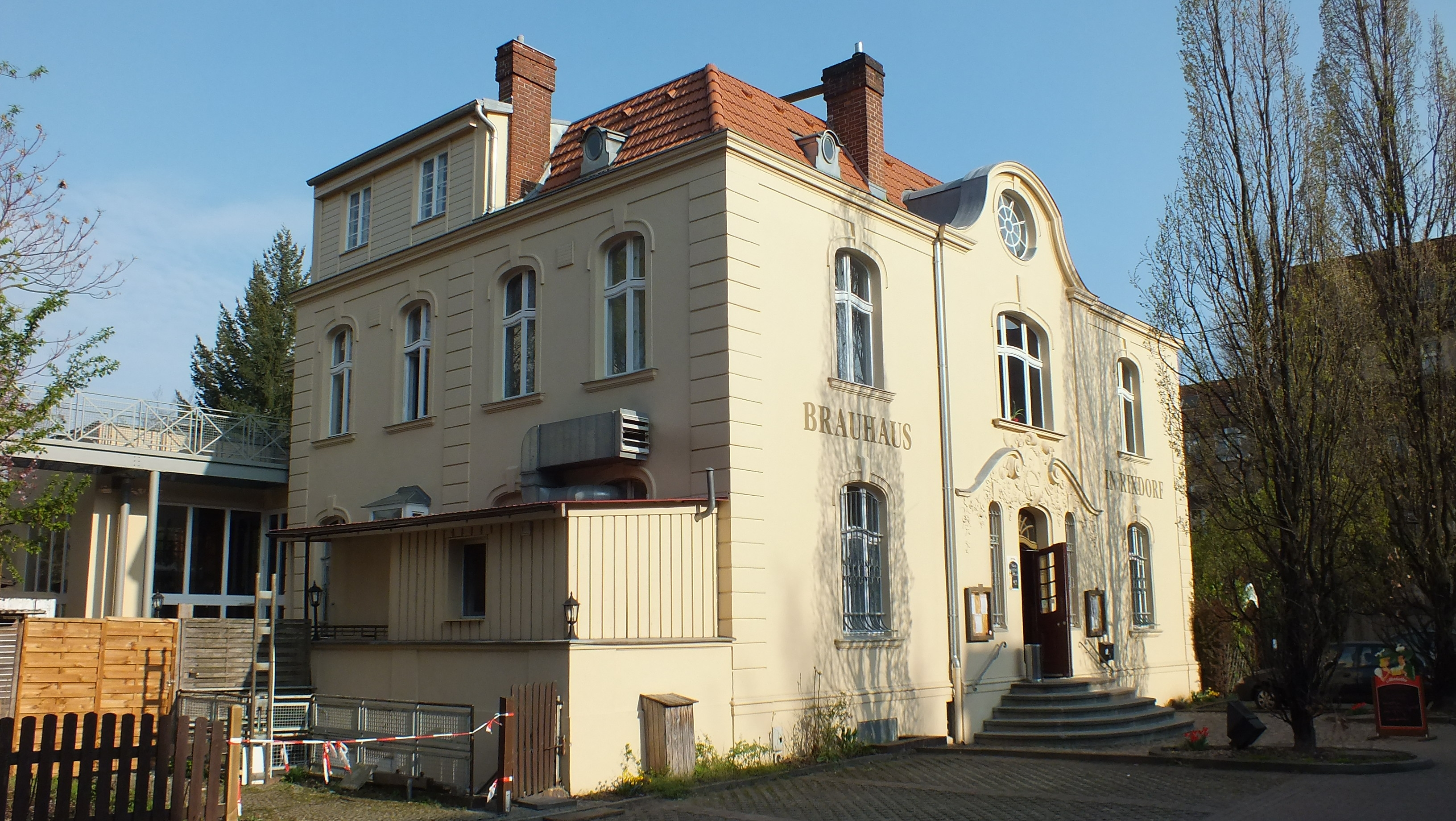
Das Brauhaus Rixdorf im Jahr 2014

Ende September 1984 reichte der neue Immobilienbesitzer einen Bauvorbescheidsantrag für einen Neubau eines 1.498 m² großen Verbrauchermarktes ein. Daraufhin kam es in der Verwaltung von Neukölln zu einem Eklat. Da die ansässigen Händler in der näheren Umgebung um ihre Existenz bangten und die anliegenden Straßen für einen starken Kraftfahrzeugverkehr nicht geeignet sind, sprachen sich der Bauausschuss und die Bezirksverordnetenversammlung von Neukölln mehrheitlich gegen diesen Bauantrag aus. Als darüber hinaus der Bezirk mit den Vorbereitungen für die Einleitung eines Bebauungsplanverfahrens um „die kleinteilige Strukturierung des Gebietes beizubehalten“ begann, kam es zu ersten Bedenken des Berliner Senats, denn vom Bezirksamt wurde eine Bewirtschaftung von 500 m² geplant. Gleichzeitig führten der Landeskonservator für Denkmalschutz und der Investor erste Gespräche, die zu einem schnellen Einvernehmen mit dem Architekten führten. Kurz darauf wurde das gesamte Areal unter Denkmalschutz gestellt, um die Anlagen zu erhalten, wobei die Nutzungsinteressen des Eigentümers mit berücksichtigt worden sind und ein gemeinsames Konzept erarbeitet wurde. Ein Hauptgrund für den Denkmalschutz waren u. a. kulturhistorische Aspekte. Die Verbindung von repräsentativer Fabrikantenvilla und dem Fabrikkomplex ist auch in einer Großstadt etwas Besonderes. Das Stahlfachwerk des Produktionsgebäudes, das große Glassatteldach und die Tatsache, dass die Anlage noch bis zuletzt voll funktionsfähig war, seien außerdem Gründe für den Erhalt des Gebäudes. In den ehemaligen Fertigungshallen wurde ein Supermarkt errichtet und die Villa in einer vierjährigen Umbauphase in ein Wirtshaus mit 200 Sitzplätzen im Innern und der gleichen Anzahl außen umgebaut. Nachdem der Supermarkt wieder ausgezogen war, stand das Fabrikhaus leer. Seit mehreren Jahren befindet sich dort jetzt eine Kegelbahn. Die ehemalige Villa war bis zur Schließung an das Wirtshaus Rixdorf verpachtet.
Seit 2016 befindet sich auf dem Grundstück ein im Bau befindliches Neubauprojekt.